# IC 1745
IC 1745 ist eine Spiralgalaxie vom Hubble-Typ S im Sternbild Walfisch südlich der Ekliptik. Sie ist schätzungsweise 535 Millionen Lichtjahre von der Milchstraße entfernt und hat einen Durchmesser von etwa 80.000 Lichtjahren.
Im selben Himmelsareal befinden sich u. a. die Galaxien NGC 725, NGC 734, NGC 756, IC 1741.
Das Objekt wurde am 1. Januar 1900 von Herbert Alonzo Howe entdeckt.